# سطح مقطع نوترون
در فیزیک هسته‌ای و فیزیک ذرات، از مفهوم سطح مقطع نوترون (به انگلیسی: Neutron cross section) برای بیان احتمال برهم‌کنش بین نوترون تصادفی و هسته هدف استفاده می‌شود. این کمیت به همراه شار نوترون، محاسبه میزان واکنش را امکان‌پذیر می‌کند، به عنوان مثال جهت برآورد تولید توان حرارتی یک نیروگاه هسته‌ای کاربرد ارد. واحد استاندارد برای اندازه‌گیری سطح مقطع بارن است، که معادل 10−28 متر مربع یا 10−24 سانتی‌متر مربع است. هرچه سطج مقطع نوترونی بزرگتر باشد، احتمال واکنش یک نوترون با هسته بیشتر است.

## سطح مقطع‌های متداول
در ادامه، برخی سطح مقطع‌هایی که در یک رآکتور هسته ای اهمیت دارند، آورده شده‌است.
|                      |           | سطح مقطح حرارتی (بارن) | سطح مقطح حرارتی (بارن) | سطح مقطح حرارتی (بارن) | سطح مقطح سریع (بارن) | سطح مقطح سریع (بارن) | سطح مقطح سریع (بارن) |
| پراکندگی             | گیراندازی | شکافت                  | پراکندگی               | گیراندازی              | شکافت                |                      |                      |
| -------------------- | --------- | ---------------------- | ---------------------- | ---------------------- | -------------------- | -------------------- | -------------------- |
| آرام‌کننده            | 1H        | ۲۰                     | ۰٫۲                    | -                      | ۴                    | ۰٫۰۰۰۰۴              | -                    |
| آرام‌کننده            | 2H        | ۴                      | ۰٫۰۰۰۳                 | -                      | ۳                    | ۰٫۰۰۰۰۰۷             | -                    |
| آرام‌کننده            | 12C       | ۵                      | ۰٫۰۰۲                  | -                      | ۲                    | ۰٫۰۰۰۰۱              | -                    |
| مواد ساختاری، متفرقه | 197Au     | ۸٫۲                    | ۹۸٫۷                   | -                      | ۴                    | ۰٫۰۸                 | -                    |
| مواد ساختاری، متفرقه | 90Zr      | ۵                      | ۰٫۰۰۶                  | -                      | ۵                    | ۰٫۰۰۶                | -                    |
| مواد ساختاری، متفرقه | 56Fe      | ۱۰                     | ۲                      | -                      | ۲۰                   | ۰٫۰۰۳                | -                    |
| مواد ساختاری، متفرقه | 52Cr      | ۳                      | ۰٫۵                    | -                      | ۳                    | ۰٫۰۰۲                | -                    |
| مواد ساختاری، متفرقه | 59Co      | ۶                      | ۳۷٫۲                   | -                      | ۴                    | ۰٫۰۰۶                | -                    |
| مواد ساختاری، متفرقه | 58Ni      | ۲۰                     | ۳                      | -                      | ۳                    | ۰٫۰۰۸                | -                    |
| مواد ساختاری، متفرقه | 16O       | ۴                      | ۰٫۰۰۰۱                 | -                      | ۳                    | ۰٫۰۰۰۰۰۰۰۳           | -                    |
| جذب‌کننده             | 10B       | ۲                      | ۲۰۰                    | -                      | ۲                    | ۰٫۴                  | -                    |
| جذب‌کننده             | 113Cd     | ۱۰۰                    | ۳۰٬۰۰۰                 | -                      | ۴                    | ۰٫۰۵                 | -                    |
| جذب‌کننده             | 135Xe     | ۴۰۰٬۰۰۰                | ۲٬۰۰۰٬۰۰۰              | -                      | ۵                    | ۰٫۰۰۰۸               | -                    |
| جذب‌کننده             | 115In     | ۲                      | ۱۰۰                    | -                      | ۴                    | ۰٫۰۲                 | -                    |
| سوخت                 | 235U      | ۱۰                     | ۹۹                     | 583                    | ۴                    | ۰٫۰۹                 | ۱                    |
| سوخت                 | 238U      | ۹                      | ۲                      | ۰٫۰۰۰۰۲                | ۵                    | ۰٫۰۷                 | ۰٫۳                  |
| سوخت                 | 239Pu     | ۸                      | ۲۶۹                    | ۷۴۸                    | ۵                    | ۰٫۰۵                 | ۲                    |